# Robert Vance Bruce
Robert Vance Bruce (Malden, 19 dicembre 1923 – Olympia, 15 gennaio 2008) è stato uno storico statunitense.

## Biografia
Nato a Malden, nello stato statunitense del Massachusetts, figlio di Robert G. e Bernice I. (May). Studiò all'University of New Hampshire e all'università di Boston.
Ottenne la Guggenheim Fellowship nel 1956 e la Henry E. Huntington Fellowship nel 1966.
Nel 1988 gli venne assegnato il Premio Pulitzer per la storia per l'opera The Launching of Modern American Science, 1846–1876.

## Opere
- Lincoln and The Tools of War (1956) (ISBN 978-0252060908)
- 1877: Year of Violence (1959) (ISBN 978-0929587059)
- Two Roads to Plenty: An Analysis of American History (1964)
- Bell: Alexander Graham Bell and The Conquest of Solitude (1973) (ISBN 9780316112512)
- Alexander Graham Bell: Teacher of the Deaf (1974)
- Lincoln and The Riddle of Death (1981)
- The Historian's Lincoln: Rebuttals: What the University Press Would Not Print (1988) (con Gabor Boritt) (ISBN 978-9999161466)
- The Launching of Modern American Science, 1846–1876 (1987) (ISBN 9780394553948)
- The Shadow of A Coming War (1989)
- Lincoln, The War President: The Gettysburg Lectures (1992) (con Gabor Boritt) (ISBN 9780195078916)